# دلایت (آرکانزاس)
دلایت (آرکانزاس) (به انگلیسی: Delight, Arkansas) یک شهر در ایالات متحده آمریکا با جمعیت ۲۷۹ نفر است که در آرکانزاس واقع شده‌است.

## موقعیت جغرافیایی
موقعیت جغرافیایی شهرها و مناطق اطراف به شرح زیر است: